# Pavel Barborka
Pavel Barborka (* 22. září 1961, Rokycany) je bývalý český volejbalista, který reprezentoval Československo. S jeho reprezentací získal stříbrnou medaili na mistrovství Evropy v roce 1985.  Má též bronz ze Světového poháru v roce 1985. Hrál též na dvou světových šampionátech (1986 - 8. místo, 1990 - 9. místo) a jednom dalším evropském (1987 - 6. místo). Za národní tým nastupoval v letech 1985-1990. Hrál za kluby RH Praha, Aero Odolena Voda, Spartak Perštejn, Ferenbahce Istanbul, Eczacibasi Istanbul, VGF Marktredwitz a SSK Feldkirch. S RH Praha se stal čtyřikrát mistrem Československa (1984, 1985, 1986, 1989). Poslední zápas v české nejvyšší soutěži odehrál ve 39 letech. Poté se stal trenérem, třináct let (2001-2013) vedl druholigový německý klub VGF Marktredwitz, ovšem prvních deset let jako hrající trenér, takže na profesionální palubovce stál takřka do padesáti let. Poté pět let (2013-2018) trénoval ženský oddíl stejného klubu. V Marktredwitzu již zůstal žít. Jeho dcera Šárka Barborková, provdaná Démarová, se stala také volejbalistkou a reprezentantkou Česka.